# Podul Decebal din Timișoara
Podul Decebal (în maghiară Liget-úti híd, în germană Parkstraßenbrücke, în traducere „Podul de la strada Parcului”), cunoscut în cultura populară și ca Podul (de la Băile) Neptun, este un pod din municipiul Timișoara, care traversează Canalul Bega și asigură legătura atât pentru trafic rutier cât și pentru tramvaie între Bulevardul Revoluției din 1989, din cartierul Cetate, și Bulevardul 3 August 1919, din cartierul Fabric. Are o lungime de 195 de metri și o lățime de 9 metri.
Face parte din Situl urban „Fabric” (II), monument istoric cod LMI TM-II-s-B-06097.

## Istorie
La începutul secolului al XX-lea, în cadrul realizării centralei hidroelectrice, regularizării și creare a sistemului de ecluze de pe Canalul Bega, Timișoara s-a îmbogățit cu trei noi poduri din beton armat. În acea perioadă au fost construite podurile: Podul Andrei Șaguna (denumirea ințială în maghiară Malom-téri híd), Podul Dacilor (în maghiară Széna-téri híd) și Podul Traian (în maghiară Liget-úti híd). În forma inițială primele două poduri se pot admira doar în imagini, deoarece au fost demolate și reconstruite. Podul Andrei Șaguna a fost reconstruit în 1981, iar Podul Dacilor a fost reconstruit în 1989, păstrându-se din podurile originale doar basoreliefurile.
Consiliul Timișoarei, în conformitate cu prezentarea ofertelor primite pentru construirea podurilor în orașul cezaro-crăiesc al Timișoarei, pe 18 iunie 1907, a încredințat realizarea Podului Traian companiei lui Péter Melocco.
Planurile depuse de compania Péter Melocco au fost realizate de dr. Győző Mihailich, iar designul său în stil secession a fost conceput de arhitectul Albert Körössy.
Având în vedere faptul că cerințele Consiliului Local referitoare la încadrarea podurilor în mediu erau foarte stricte, nepermițând o înălțime prea mare a construcției, și având în vedere că lățimea canalului Bega era considerabilă, era necesară o soluție inovatoare pentru a asigura respectarea tuturor parametrilor impuși.
În acest context, s-a folosit soluția grinzilor din beton armat. La acea vreme, această soluție tehnică era considerată îndrăzneață, deoarece până atunci nu se construiseră poduri pe grinzi din beton armat cu o astfel de deschidere. Mihailich Gyözö a rezolvat problema folosind șapte grinzi articulate cu trei deschideri. Astfel, a reușit să reducă solicitările mari la încovoiere în deschiderea centrală. Suporturile de la capete au fost proiectate sub forma de piloți, cele două deschideri de la capete fiind înglobate în taluz. Astfel, nu mai era necesară construirea de contraforți clasici, asigurându-se astfel o economie financiară considerabilă. 
Cu privire la aceste planuri, serviciul municipal de inginerie a scris că "este o soluție curajoasă în formă de arc, dar complet justificată, pe care credem că o vom găsi în conformitate cu aprobarea celor mai multe persoane de specialitate — dacă soluția în arc o considerăm cea mai bună din punct de vedere tehnic dintre toate cele prezentate." 
Caracterul inovator și faptul că avea o deschidere de 11 + 38, 42 + 11 metri a introdus Timișoara în cartea de istorie a construcției de poduri fiind, la acea vreme, cel mai lung pod pe grinzi de beton armat, din Europa.
Proiectul a fost distins cu Diploma de Onoare la Expoziția Internațională de la Paris din 1910, iar soluția tehnică propusă de inginerul Gyözö Mihailich a fost menționată în lucrările de specialitate. Înainte de amenajarea noului curs al canalului Bega, în apropierea podului exista Canalul Plutăritului, care era traversat de un pod din lemn.
Încercarea la încărcare a podului a avut loc între 11 și 13 mai 1909, când podul a fost încărcat cu cuburi de piatră. Această structură inaugurată la acea vreme își îndeplinește încă scopul în prezent. În fiecare zi, pe lângă vehicule, podul este traversat și de tramvaie, punând la încercare capacitatea sa de a susține greutăți.
Podul a fost reabilitat în 2007.

## Imagini

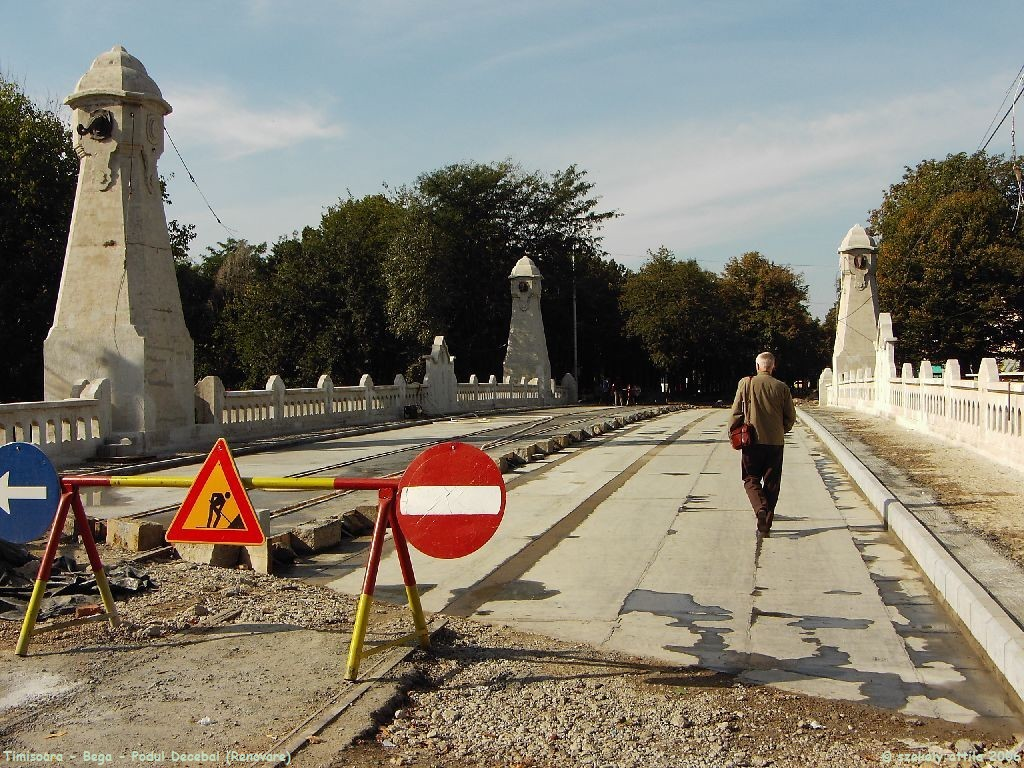
Podul în reabilitare
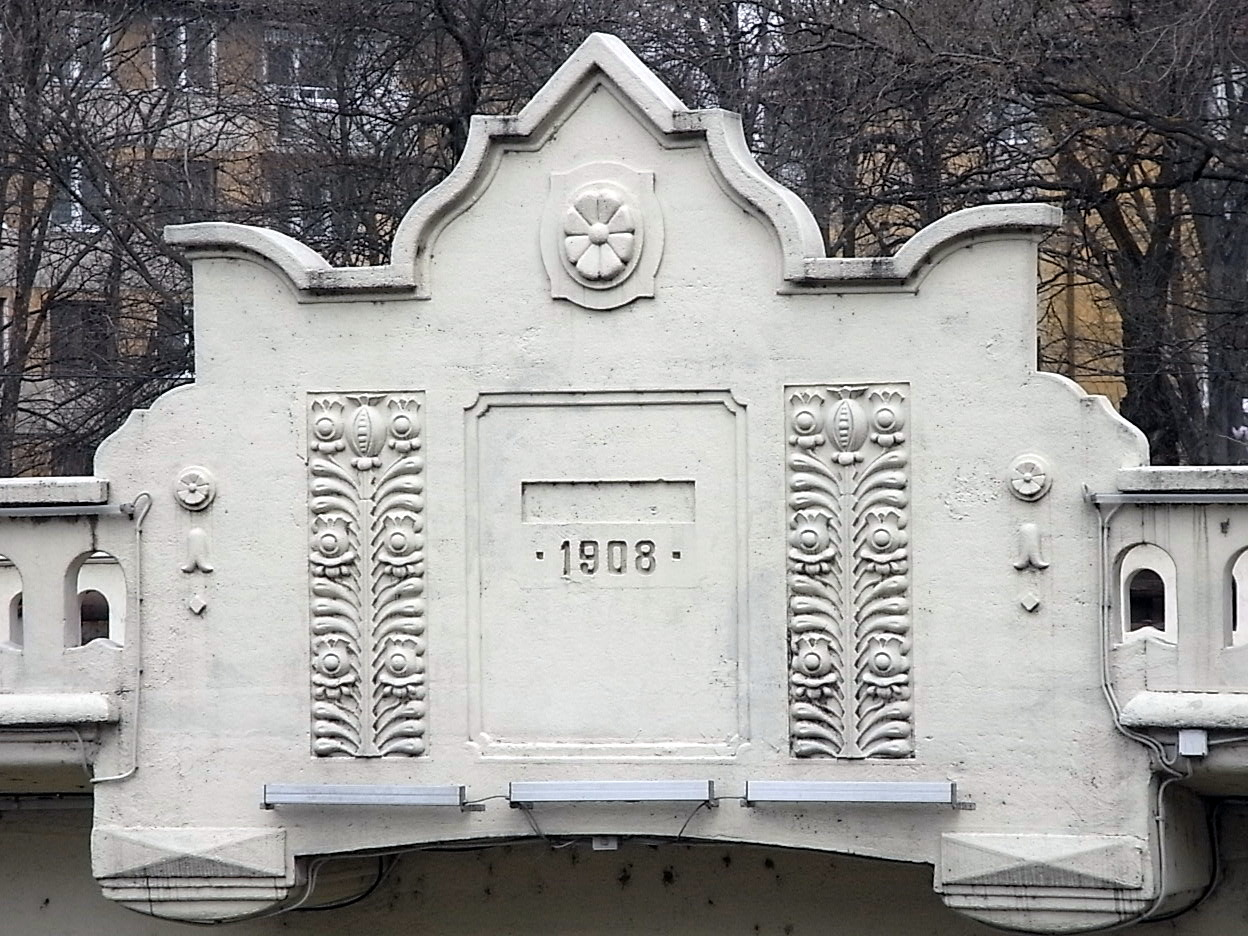
Detaliu
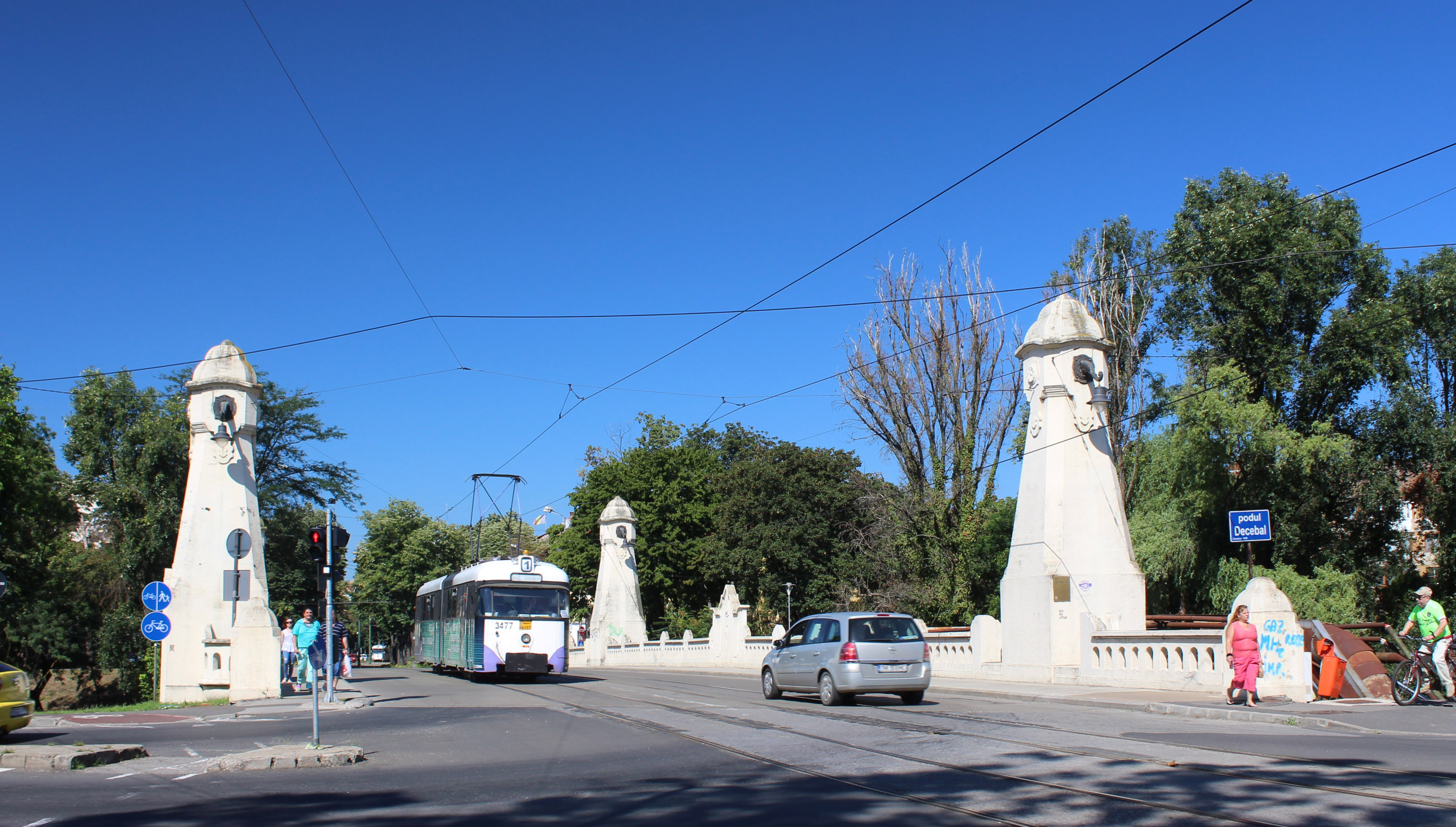
Vedere dinspre Parcul Regina Maria
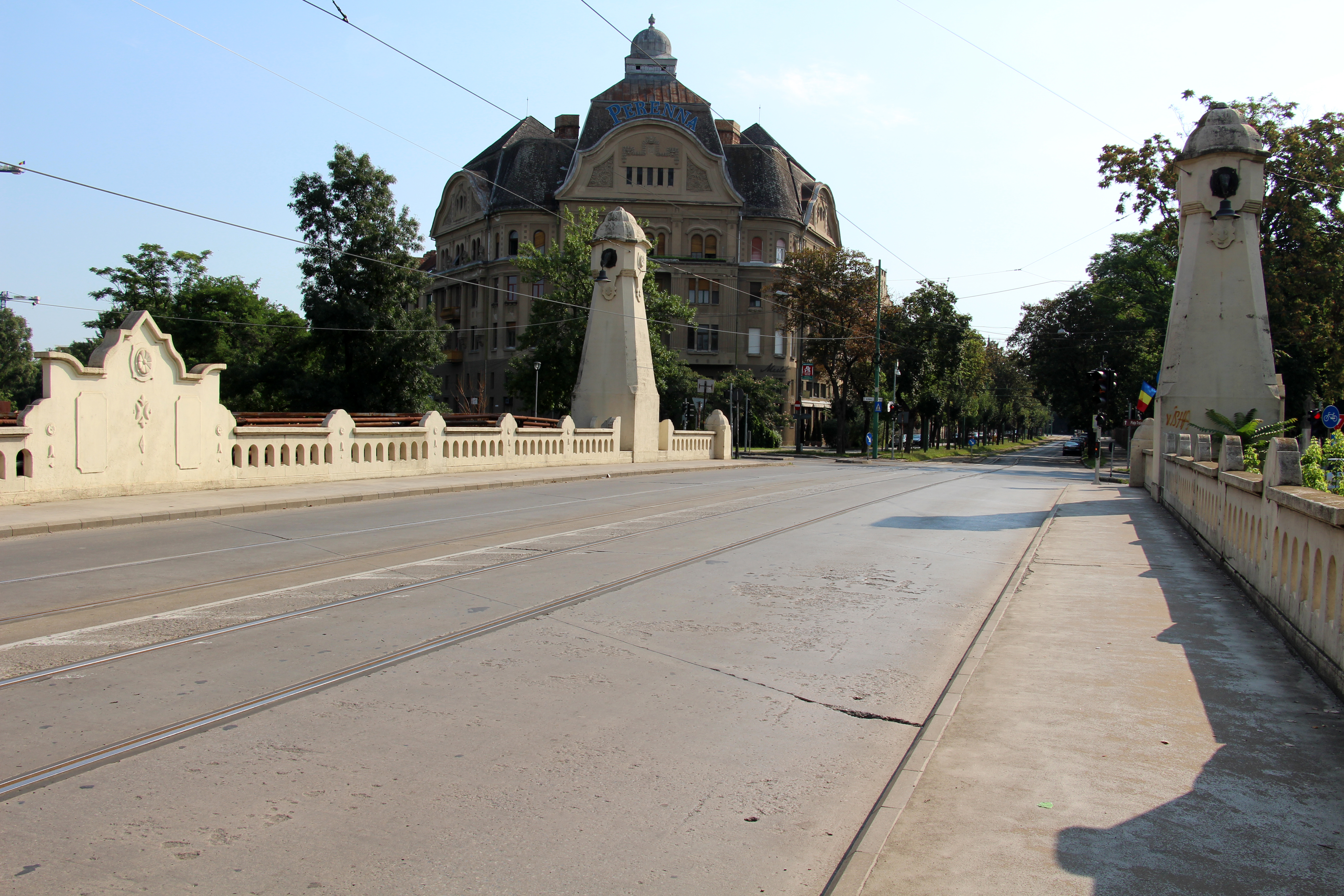
Vedere către Băile Neptun
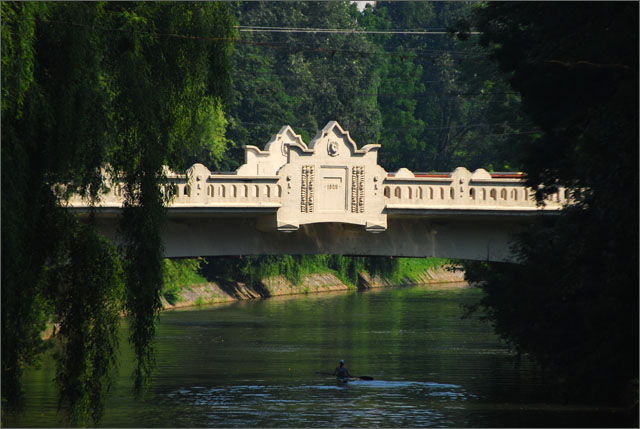
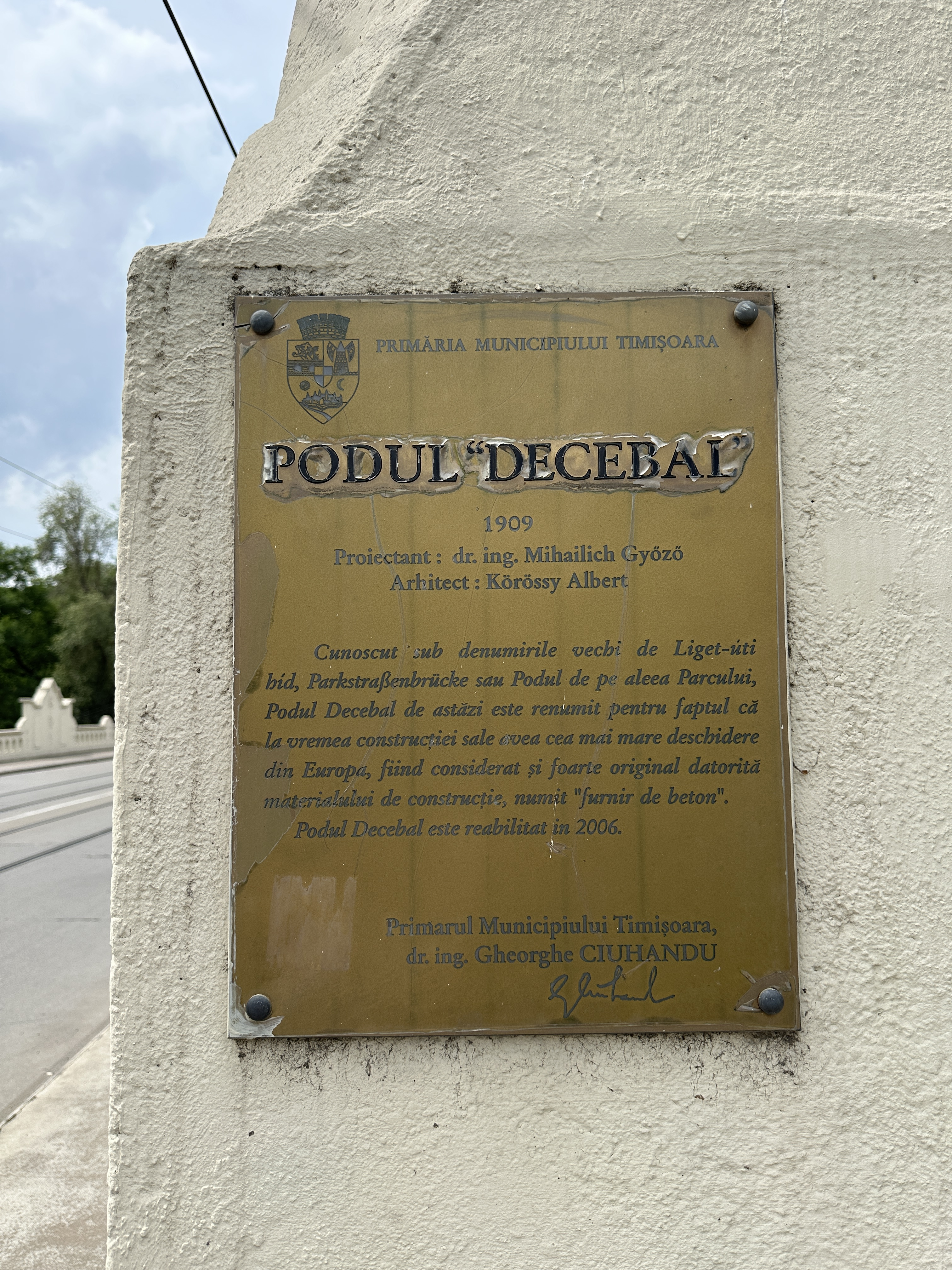